# Mesogligorgia scotiae
Mesogligorgia scotiae är en korallart som beskrevs av Lopez-Gonzalez 2007. Mesogligorgia scotiae ingår i släktet Mesogligorgia och familjen Plexauridae.
Artens utbredningsområde är Södra Ishavet. Inga underarter finns listade i Catalogue of Life.